# مورتون ك. هنتر
مورتون ك. هنتر (بالإنجليزية: Morton C. Hunter)‏ هو محامي وضابط وسياسي أمريكي، ولد في 5 فبراير 1825 في الولايات المتحدة، وتوفي في 25 أكتوبر 1896 في نفس البلد. حزبياً، نشط في الحزب الجمهوري. وقد انتخب عضو مجلس نواب إنديانا وانتخب عضو مجلس النواب الأمريكي.